# Агирре, Лоренсо
Лоре́нсо Викториа́но Аги́рре Са́нчес (исп. Lorenzo Victoriano Aguirre Sánchez; 14 ноября 1884, Памплона — 6 октября 1942, Мадрид) — испанский художник, карикатурист, плакатист и сценограф.

## Биография
Лоренсо Агирре родился в Памплоне, но когда ему было четыре года его семья переехала в Аликанте. Первые уроки искусства получил в возрасте одиннадцати лет у Лоренсо Касановы. В 1899 году приехал в Мадрид, где учился в Королевской академии изящных искусств Сан-Фернандо, в 1904 году стал учителем рисования в специальной школе живописи, скульптуры и гравюры при данной Академии. Шесть лет спустя он отправился в Париж, где работал в студии сценографии Парижской оперы, также брал частные уроки у Алисы Бэйли.
Первая персональная выставка Агирре состоялась по его возвращении на родину в 1919 году в частной галерее Ateneo de Madrid. После этого художник продолжал часто выставляться и получил множество наград, в том числе медаль за третье место на национальной выставке изобразительных искусств в 1922 году и медаль за второе место в 1926 году. В 1925 году Лоренсо Агирре получил главную награду на международной выставке современных промышленных и декоративных искусств.
На протяжении всей своей жизни он помогал в организации праздников Костров святого Иоанна Крестителя, также был видным членом Коммунистической партии и преданным республиканцем.
В 1931 году, после провозглашения второй Республики, Агирре стал более активно участвовать в политической жизни страны. Во время Гражданской войны он последовал за республиканским правительством сначала в Валенсию, затем в Барселону. Верность Лоренсо Агирре законному правительству вынудила его и его семью после войны иммигрировать во Францию. Задержавшись на некоторое время в Париже, он отправился в Гавр с намерением эмигрировать в Америку.
Из-за немецкого вторжения во Францию в 1940 году он был вынужден бежать на юг, где был арестован при попытке пересечь границу. Агирре был доставлен в тюрьму Ондаррета в Сан-Себастьяне, где содержались многие республиканцы, а затем переведён в тюрьму на улице Генерала Диеса Порльера в Мадриде. Лоренсо Агирре был казнён 6 октября 1942 года в возрасте 59 лет по обвинению в «подстрекательстве к восстанию».
Основные ретроспективные выставки его работ были проведены в Бильбао (1986), Памплоне и Барселоне (одновременно в 1999) и в Аликанте, в Музее изящных искусств Гравина (2003). Две из его дочерей также стали известными; Иезуза (род.1932) как художник и Франциска как поэт.